# Anne de Saxe (1544-1577)
Pour les articles homonymes, voir Anne de Saxe.
Anne de Saxe née le 23 décembre 1544 et morte le 15 décembre 1577 est la fille unique et héritière de Maurice de Saxe et d'Agnès de Hesse, fille aînée du landgrave Philippe Ier de Hesse. Anne sera la seconde femme de Guillaume d'Orange dit Le Taciturne.

## Biographie
Anne naît et meurt à Dresde.
Après la mort de son jeune frère Albert (28 novembre 1545 † 12 avril 1546), Anne grandit en enfant unique et semble avoir été gâtée par ses parents, en particulier sa mère. Certains éléments indiquent qu'elle souffrait d'une difformité physique (un problème de dos ou une asymétrie des épaules) et qu'elle aurait pu marcher en boitant.
Après la mort de son père, le 11 juillet 1553, son frère cadet, Auguste (1526 † 1586), lui succède en tant qu'Électeur de Saxe, ce qui fait perdre son rang à Anne. Peu de temps après, sa mère épouse le duc Jean-Frédéric II de Saxe (1529 † 1595) mais le 4 novembre 1555, six mois après son second mariage, elle meurt dans des circonstances mystérieuses. L'orpheline de 11 ans retourne alors à la cour de son défunt père et est placée sous la tutelle de son oncle Auguste et de sa femme, Anne de Danemark et de Norvège. Plusieurs sources indiquent que la jeune princesse s'irrite de l'autorité de sa tante, qu'elle est souvent malheureuse et se sent seule. Elle est également décrite comme fière, provocante et têtue, mais aussi intelligente et passionnée.
Projets d'alliance
Son immense fortune lui vaut d'être très courtisée : elle est considérée comme la plus riche héritière d'Allemagne. En 1556, des négociations sont entamées avec la cour de Suède mais deux ans plus tard, elle accepte finalement Guillaume d'Orange et l'épouse en 1561. Pour Guillaume, un mariage aussi avantageux financièrement et une relation avec les importantes chambres électorales d'Allemagne constituent une excellente opération. Le grand-père maternel d'Anne, Philippe le Magnanime de Hesse, était opposé au mariage : tout d'abord, il ne considérait pas Guillaume d'Orange, qui avait déjà un héritier mâle, digne de la fille d'un Électeur, estimant qu'elle pouvait prétendre à une union plus prestigieuse ; ensuite, il considérait qu'il y aurait eu trop de dettes en cas de décès de Guillaume. L'attitude négative de Philippe retardera le mariage d'une année entière mais le fait que Guillaume constituait un allié précieux pour l'Allemagne ainsi que pour la cause protestante finira par l'emporter.
Mariage et descendance
Le 2 juin 1561, le contrat de mariage est signé à Torgau, fixant la dot d'Anne à 100 000 thalers, une somme particulièrement élevée pour  l'époque. Le mariage a lieu le 24 août 1561 à Leipzig et le 1er septembre, Guillaume et sa jeune épouse regagnent les Pays-Bas.
Le couple aura quatre ou cinq enfants selon les sources :
1. Anne († née à Bruxelles le 31 octobre 1562)
2. Anne (5 novembre 1563, Breda † 13 juin 1586, Franeker), épouse le 25 novembre 1587 Guillaume-Louis, comte de Nassau-Dillenburg ;
3. Maurice Auguste Philippe (8 décembre 1564, Bruxelles † 3 mars 1566, Bruxelles) ;
4. Maurice (Dillenburg, 8 décembre 1567, Bruxelles † 23 avril 1625, La Haye), prince d'Orange et gouverneur des Pays-Bas ;
5. Émilie de Nassau (10 avril 1569, Cologne † 6 mars 1629, Genève), qui épouse le 7 novembre 1597 le prince Manuel-Antoine de Portugal.

Quelques mois seulement après le mariage, en 1562, des difficultés surgissent entre elle et son mari. Anne reçoit des lettres de son oncle, destinées à Guillaume pour que celui-ci s'efforce de lui faire plus plaisir et tous deux tentent de mettre fin aux rumeurs selon lesquelles leur mariage est malheureux. En 1565, leur mésentente est de notoriété publique dans toutes les cours d'Allemagne et des Pays-Bas. Son oncle, Auguste de Saxe, pour sauver la face, tente d'imputer leurs désaccords à l'opposition de Louis de Nassau contre son frère aîné, Guillaume. En 1566, Guillaume finit par se plaindre du caractère "querelleur" de sa femme auprès des oncles de cette dernière, Auguste de Saxe et le landgrave Guillaume IV de Hesse-Cassel.
Après la mort de son premier fils, Maurice, en 1566, Anne tombe pour la première fois dans une grave dépression et a des pensées suicidaires. Elle tente de noyer son chagrin dans une consommation excessive d'alcool.
En 1567, Guillaume doit fuir le pays en raison de son opposition aux Habsbourg, et se rend avec sa femme à Dillenburg, le berceau allemand de sa famille. Le 14 novembre 1567, elle donne naissance à un fils et le nomme à nouveau Maurice. Lors du baptême, du 11 au 19 janvier 1568, un message arrive pour Guillaume en Bourgogne, indiquant que le 20 décembre 1567, toutes ses terres et possessions néerlandaises ont été confisquées.
Lorsque Guillaume, le 15 août 1568, retourne dans le Brabant pour poursuivre sa guerre contre les Espagnols, Anne décide, le 20 octobre 1568, bien que de nouveau enceinte, de quitter Dillenburg avec sa cour (probablement 43 personnes), pour fuir l'aversion que lui porte sa belle-mère et créer un nouveau foyer à Cologne. Ses deux aînés, Anne et Maurice, ont entretemps été emmenés par leur grand-mère paternelle à Braunfels en raison d'un risque d'épidémie. L'année suivante, après une bataille acharnée contre la mère de Guillaume, elle parvient enfin à récupérer ses enfants. Sa fille Émilie naît le 10 avril 1569 à Cologne.
Le 4 mars 1569, Anne retrouve son mari à Mannheim. La campagne de Guillaume contre le duc d'Albe a échoué et le roi Philippe II d'Espagne l'a forcé à partir. Après cela, il quitte l'Allemagne et va soutenir les huguenots en France dans leurs luttes religieuses. Comme Guillaume ne peut plus subvenir aux besoins de la famille, Anne se tourne vers d'autres soutiens. Elle envisage de persuader le duc d'Albe de leur rendre les biens confisqués ou bien d'exiger de Guillaume le paiement des sommes prévues dans le contrat de 12 000 florins ou le don des châteaux de Diez ou d'Hadamar. Cela aurait signifié une lourde charge financière pour Guillaume et Anne devient une menace financière importante pour la famille.
Pour faire valoir ses droits, Anne engage fin janvier 1569 l'avocat à succès Jan Rubens, le père du peintre Pierre Paul Rubens, qui avait quitté Anvers à cause de sa foi calviniste en 1568 et trouvé refuge à Cologne. L'affaire est portée en janvier 1570 devant la cour royale de Bruxelles pour tenter de récupérer les biens confisqués aux Pays-Bas. 

### Relation amoureuse
Anne souhaite revoir son mari et le rencontre en mai 1570 à Butzbach pour discuter de questions financières ainsi que d'autres sujets importants. En juin 1570, Anne et Guillaume s'installent à nouveau ensemble pendant quelques semaines à Siegen, où elle vit avec ses trois enfants. C'est là qu'elle entame une liaison avec son avocat, Jan Rubens.
Pendant les vacances de Noël, du 24 au 26 décembre 1570, Guillaume rend de nouveau visite à sa famille. C'est probablement une période harmonieuse, car il persuade Anne de venir à son tour lui rendre visite en janvier 1571 à Dillenburg et elle est même prête à renoncer au paiement de son douaire. Mais elle est de nouveau enceinte et cette fois, c'est de son amant. Guillaume l'accuse alors d'adultère et veut se séparer d'elle.
Rubens passe beaucoup de temps avec Anne puisqu'il est son conseiller financier et son avocat. Il a donc été naturellement soupçonné d'avoir commis l'adultère avec Anne entre le 7 et le 10 mars 1571. Il est arrêté à l'extérieur de la ville de Siegen alors qu'il se rendait chez elle. On lui fait du chantage pour obtenir les aveux appropriés et Anna subit également des pressions : soit ils confessent, soit Rubens sera exécuté. Le 26 mars 1571, Anne accepte de plaider coupable. Le 22 août 1571, son dernier enfant, Christine (22 août 1571, Siegen † 1637), qui épousera Jean-Guillaume de Welschenengst-Bernkott, vient au monde. Guillaume d'Orange refuse de la reconnaître elle reçoit le nom de van Dietz. Le 14 décembre 1571, Anne doit consentir à se séparer définitivement de son mari et à renoncer au paiement d'une pension alimentaire.

## Emprisonnement et mort
En septembre 1572, Anne décide de porter plainte devant la Cour impériale pour faire respecter ses droits financiers. À cette époque, ses parents hessois et saxons ont déjà prévu de transformer le château de Bilstein en prison, pour la retenir captive en tant qu'adultère. Le 1er octobre 1572, elle y est amenée avec sa plus jeune fille, qui lui sera retirée trois ans plus tard au vu de l'altération de sa santé mentale. L'enfant sera par la suite élevée avec ses demi-frères et sœurs. 
En mars de la même année, bien que le divorce n'ait pas encore été prononcé, on commence à entendre parler d'un remariage imminent de Guillaume d'Orange. La fiancée est l'ancienne abbesse de Jouarre, Charlotte de Bourbon-Montpensier, fille de Louis III de Bourbon, duc de Montpensier, et sa première épouse, Jacqueline de Longwy. Outrés par cette nouvelle, certains parents d'Anne exigent que lui soient restitués les cadeaux de mariage les plus importants malgré les soupçons d'infidélité qui pèsent sur elle. Son oncle Auguste exige également de Guillaume, qu'il appelle désormais "chef de tous les voyous et rebelles", qu'il lui cède l'un des comtés de Nassau, Hadamar ou Diez. Il insiste également sur le fait que le mariage du prince n'étant pas encore légalement dissous, Guillaume  n'a donc pas le droit de se remarier ou de confisquer les biens de sa femme. Anne n'a pas reconnu son adultère devant le tribunal, et si elle l'avait fait, elle aurait pu prouver que le prince avait rompu son contrat de mariage. Il ordonne également le transfert immédiat de sa nièce de Nassau en Saxe.
Lorsqu'Anne apprend cette nouvelle en décembre 1575, elle fait une tentative de suicide. Après un long séjour à Zeitz, elle est emmenée à Dresde en décembre 1576. Là, les fenêtres de sa chambre ont été murées et équipées de barres de fer supplémentaires. À la porte, un trou carré dans le panneau supérieur forme une grille étroite, fermée à l'extérieur. Par ce trou, on lui servira de la nourriture et des boissons. À la porte, il y a également une autre grille en fer, empêchant pratiquement toute chance de fuite.
En mai 1577, Anne souffre d'une hémorragie continue. Elle meurt le 18 décembre 1577, peu avant son 33e anniversaire. Ses os reposent dans la cathédrale de Meissen, près de ses ancêtres, dans une tombe sans nom. 

## Littérature
- Hans-Joachim Böttcher. Anna Prinzessin von Sachsen 1544 - 1577—Eine Lebenstragödie. Dresdner Buchverlag 2013.  (ISBN 978-3-941757-39-4).
- Notices d'autorité :   - VIAF
  - IdRef
  - LCCN
  - GND
  - Pays-Bas
  - NUKAT
  - WorldCat